# ANS Pivani Bakou
Le ANS Pivani Bakou Futbol Klubu (en azéri : ANS Pivani Bakı Futbol Klubu), plus couramment abrégé en ANS Pivani Bakou, est un ancien club azerbaïdjanais de football fondé en 1992 et disparu en 2000, et basé à Bakou, la capitale du pays.

## Histoire
La meilleure place obtenue par le club en première division azerbaïdjanaise est une cinquième place (de 1998 à 2000).
Le club participe à la Coupe Intertoto 1998 où il est éliminé dès le premier tour par les Lituaniens de l'Inkaras Kaunas.